# Arne Dankers
Arne Dankers est un patineur de vitesse canadien, né le 1er juin 1980 à Calgary (Alberta) au Canada.

## Palmarès

### Jeux olympiques
- Jeux olympiques d'hiver de 2006 à Turin ( Italie) :
  -  Médaille d'argent en poursuite par équipe (Hommes), le 16 février, en compagnie de Jason Parker, Steven Elm, Justin Warsylewicz et Denny Morrison.